# Toivo Nykänen
Toivo Kaarlo Nykänen (ur. 19 sierpnia 1902, zm. 30 maja 1983 w Lahti) – fiński kombinator norweski i skoczek narciarski uczestniczący w zawodach w latach 20.
Brał udział w Mistrzostwach Świata w Narciarstwie Klasycznym 1926. Zajął 5. miejsce w zawodach indywidualnych, tuż za Norwegiem Ottonem Åsenem. Na tych samych mistrzostwach zajął 17. miejsce w konkursie skoków. Był też dziewiętnasty na rozgrywanych pięć lat później Mistrzostwach Świata w Narciarstwie Klasycznym 1930 w Oslo